# Omphale sulciscuta
Omphale sulciscuta is een vliesvleugelig insect uit de familie Eulophidae. De wetenschappelijke naam is voor het eerst geldig gepubliceerd in 1878 door Carl Gustaf Thomson.